# Sociedad de Cartografía e Información Geográfica
La Sociedad de Cartografía e Información Geográfica, más conocida por su nombre original en inglés, Cartography and Geographic Information Society es una sociedad científica sin ánimo de lucro que trabaja en el campo de la cartografía y la ciencia de la información geográfica, para promover la investigación, el intercambio de conocimientos y el uso de herramientas digitales asociadas a este campo. De alcance internacional, tiene su sede en Rolla, Estados Unidos, y es la red de desarrolladores, investigadores y educadores más importante en el campo de la cartografía y el SIG.
La sociedad incluye al comité nacional de los Estados Unidos para la Asociación Cartográfica Internacional (ICA), y fue fundada en 1974 como División de Cartografía (en inglés: Cartography Division) del Congreso Estadounidense de Topografía y Cartografía (ACSM). En 1981 la división se convirtió en American Cartographic Association, y luego en 1996 adoptó su actual denominación.

## RevistaCartography and Geographic Information Science
Su revista académica oficial se llama Cartografía y ciencia de la información geográfica, la cual es publicada en nombre de la Sociedad de Cartografía e Información Geográfica (CaGIS) por la editorial británica Taylor & Francis.

## Conferencias
La sociedad organiza unas conferencias denominadas CaGIS Conference (conocidas hasta 2020 como AutoCarto y previamente como International Symposium on Computer-Assisted Cartography). El nombre de AutoCarto por el que se conocen habitualmente es una contracción de «cartografía automatizada».